# Universidade MacEwan
A Universidade MacEwan é uma universidade de pós-graduação localizada em Edmonton, Alberta, Canadá.